# Гагаузы в Бразилии
Гагаузы в Бразилии (порт. Gagaúzes no Brasil, гаг. Gagauzlar) — гагаузское национальное меньшинство, проживающее в Сан-Паулу.

## История

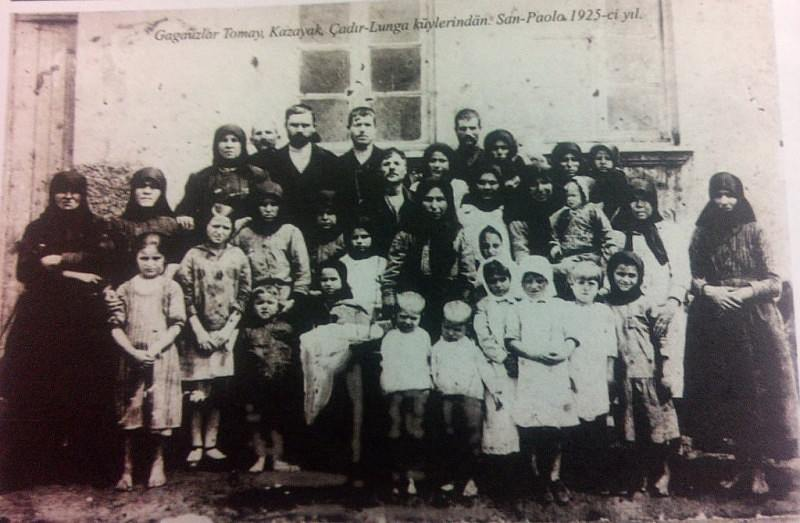
Гагаузские семьи в Сан-Паулу. Фото, сделанное в 1925 году

В 20-е годы XX века более 10 000 бессарабских болгар, гагаузов, украинцев, русских, евреев и немцев переселились из Бессарабии в Бразилию и Аргентину из-за присоединения её к Румынии. Пребывая в новой стране, они были вынуждены работать на плантациях, чтобы вернуть средства, которые бразильские земледельцы инвестировали, чтобы переправить их на американский континент. Одна часть, не выдержав подобных условий, была вынуждена вернуться обратно в Европу, другая же часть осталась в Бразилии. Всего переселившихся гагаузов было 20 семей. На данный момент они проживают преимущественно в Сан-Паулу и являются самой малочисленной диаспорой.

## Известные люди
- Дмитрий Дьяков – уроженец села Кириет-Лунга, в честь него названа одна из улиц Сан-Жозе-дус-Кампус.
- Афанасио Язаджи – журналист.